# Ust-Ługa
Ust-Ługa (ros. Усть-Луга, Ust´-Ługa) – osiedle w Rosji, w obwodzie leningradzkim, nad rzeką Ługą w pobliżu jej ujścia do Łużskiej guby, części Zatoki Fińskiej. Znajduje się około 110 km od Petersburga. W 2007 roku liczyła 2173 mieszkańców.

## Port w Ust-Łudze
W Ust-Łudze w 2010 rozpoczęto budowę największego portu morskiego na Bałtyku, z budżetem 2,1 mld dolarów. Obecnie w Ust-Łudze działa terminal paliwowy, otwarty 31 stycznia 2011. W kwietniu obsłużył pierwszą dużą jednostkę – tankowiec Primorsky Prospect. Ust-Ługa jest portem końcowym dla ropociągu BTS-2, który pozwala Rosji eksportować ropę naftową do zachodnich krajów Unii Europejskiej z pominięciem Białorusi oraz Polski. Po nałożeniu sankcji przez kraje europejskie po 2022, eksport do krajów UE spadł kilkukrotnie. 
Oprócz terminala paliwowego działa też sześć innych terminali: węglowy przeładunkowy, uniwersalny przeładunkowy, siarkowy przeładunkowy, samochodowo-kolejowy, wielozadaniowy (Jug-2) oraz drzewny.
Podejście po portu ma 17 m głębokości i tylko 3,7 km długości, co sprawia, że port może obsłużyć jednostki do 75 tys. DWT (ładunek suchy) oraz 120 tys. DWT (ładunek płynny).
W związku z budową portu przewiduje się wzrost liczby ludności miasta nawet do 35 tysięcy.
Obecnie jest to największy port przeładunkowy na Bałtyku, w 2018 roku przeładowano w nim 98,7 mln ton towarów.
21 stycznia 2024 roku port został zaatakowany przez dron, który zakłócił pracę niektórych terminali.

### Port a Wotowie
Podczas rozbudowy portu w Ust-Łudze pojawiły się wątpliwości, czy nie przyczyni się ona do przyspieszenia asymilacji, a co za tym idzie całkowitej likwidacji, Wotów zamieszkujących okoliczne wsie. W okolicy Ust-Ługi mieszka około 30 osób deklarujących narodowość wotycką i jest to największe obecnie skupisko Wotów. W ramach rozbudowy jedna z wsi, Krakolje, miała zostać całkowicie zniszczona, a na jej miejscu miało powstać osiedle dla pracowników portu i ich rodzin.
Firma zajmująca się budową potraktowała te wątpliwości poważnie i nie tylko zmieniła plany budowy tak, by zachować miejscowość, ale obiecała też wsparcie dla zachowania kultury wotyckiej w regionie.